# Stare Osieczno
Stare Osieczno (deutsch Hochzeit) ist ein Dorf in der polnischen Woiwodschaft Lebus. Es ist der Stadt-und-Land-Gemeinde Dobiegniew (Woldenberg) im Powiat Strzelecko-Drezdenecki  angegliedert.

## Geographische Lage
Die Ortschaft Stare Osieczno (Hochzeit) liegt in der Neumark in der Nähe der Einmündung des Płociczna (Plötzenfliess) in die Drawa (Drage), die hier für größere Kähne schiffbar wird und bei Drawsko (Dratzig) in die Netze mündet, etwa 60 Kilometer nordöstlich der Stadt Gorzów Wielkopolski (Landsberg an der Warthe), 15 Kilometer nordöstlich der Stadt Dobiegniew (Woldenberg) und 40 Kilometer südöstlich der Stadt Choszczno (Arnswalde). Bei Stare Osieczno führt die Landesstraße 22 (droga krajowa 22) von Gorzów Wielkopolski nach Elbląg (Elbing) über die Drawa.

## Geschichte

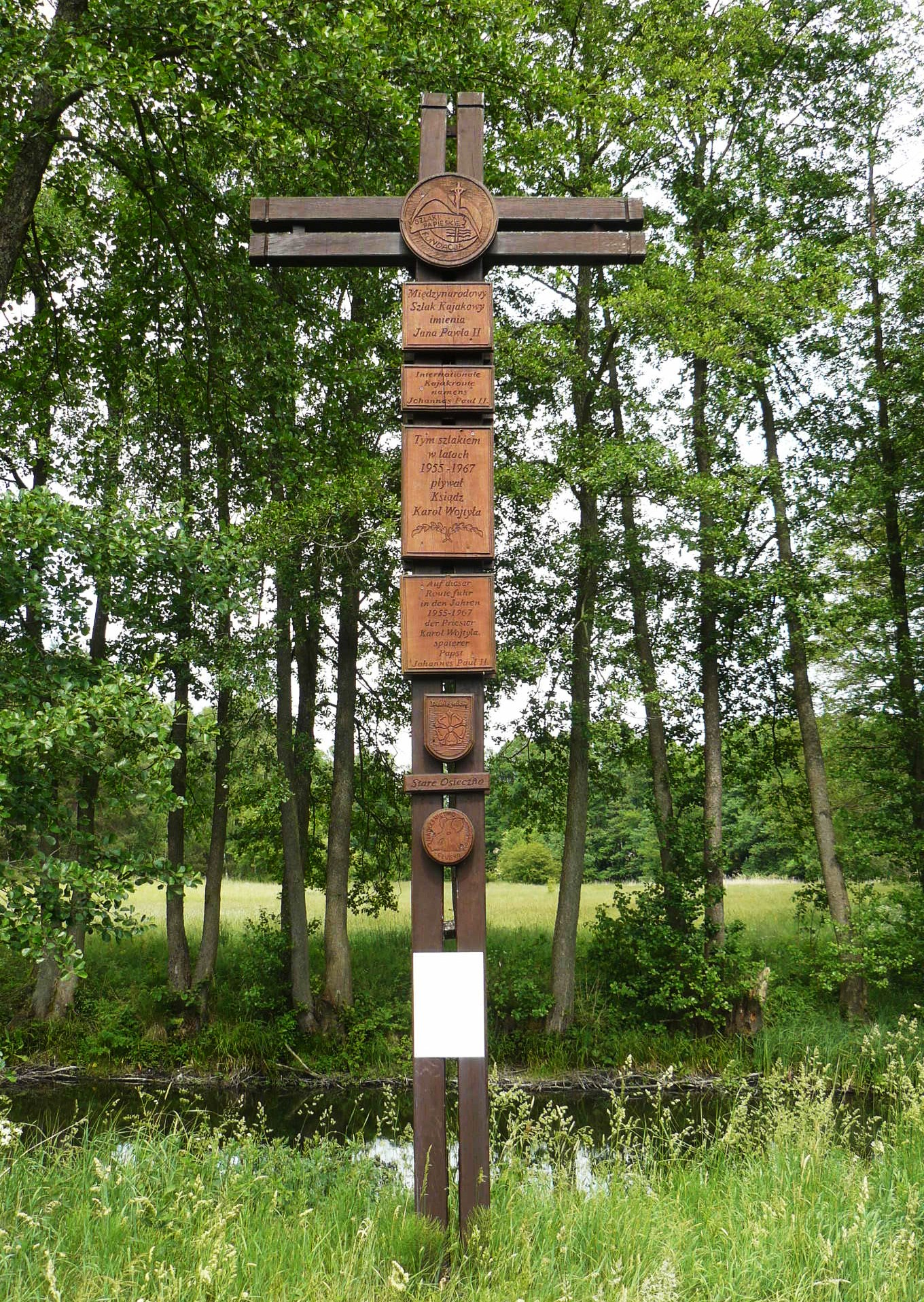
Gedenkkreuz am Ufer der Drawa (Drage), auf der der spätere Papst Johannes Paul II. zwischen 1955 und 1967 mehrfach paddelte.

An der Stelle der heutigen Ortschaft befand sich im 14. Jahrhundert ein Städtchen mit Schloss, das später jedoch zu einem Vorwerk herunterkam. Der Ort wird 1328 in einem Wedelschen Lehnsbrief erwähnt, dessen Echtheit jedoch fraglich ist. 1337 gab Markgraf Ludwig der Brandenburger das castrum Hochgezit (Schloss Hochzeit) zusammen mit der Hälfte des dabei befindlichen Städtchens (oppidum) an Ludewig von Bertecowe. 1350 gelangten Schloss und Städtchen Hochezit durch Ludwig den Römer an Hasso von Wedel-Polzin, mit der Erlaubnis, hier ein Schloss errichten zu dürfen. 1355 wird das Städtchen Hochzit erwähnt, 1364 heißt es Hochtzeit. 1374 kommt es als Städtchen Hochtyd mit dem Hause Hochtit vor. Das Städtchen ist zu einem unbekannten Zeitpunkt untergegangen. Einem zu Friedeberg ausgefertigten Lehnsbrief zufolge befand sich die halbe wüste Feldmark Hochzeit 1499 im Besitz der Familie Bornstedt in Woldenberg. Im Jahr 1608 war hier nur noch ein Vorwerk. 1770 wurde das Vorwerk aufgelöst, parzelliert und an Kolonistem vergeben. Gutsbesitzer war ein Herr Hoffmeyer.
Durch die preußische Verwaltungsreform von 1815 wurde Hochzeit in den brandenburgischen Landkreis Arnswalde eingegliedert. Im 19. Jahrhundert erfolgte die Anbindung an bedeutende Verkehrswege. Die 1829 angelegte Chaussee von Berlin nach Königsberg (Preußen), die spätere Reichsstraße 1, führte bei Hochzeit über die Drage.
Die Dragebrücke bei Hochzeit ist ein historischer Ort, da (höchstwahrscheinlich) hier in der Nähe der letzte souveräne Herzog von Pommerellen, Mestwin II., im Vertrag an der Dragebrücke von den Markgrafen von Brandenburg einen Teil Hinterpommerns zum zweiten Mal zu Lehen nahm. Außerdem spielte sich hier eines der letzten militärischen Kapitel des Untergangs des „Dritten Reichs“ ab.
1938 wurde Hochzeit zusammen mit dem Landkreis Arnswalde in die Provinz Pommern eingegliedert. Dies geschah im Zuge der verwaltungstechnischen Umwandlung der Provinz Grenzmark Posen-Westpreußen in den Regierungsbezirk Grenzmark Posen-Westpreußen.
Im Frühjahr 1945 wurde das Dorf von der Roten Armee besetzt und bald darauf von der sowjetischen Militärkommandantur unter polnische Verwaltung gestellt. Es begann die Zuwanderung von Polen. Die eingesessenen Dorfbewohner wurden in der Folgezeit vertrieben. Das deutsche Dorf Hochzeit wurde in Stare Osieczno umbenannt.

## Einwohnerzahlen
- 1858: 572[2]
- 1871: 701[7]
- 1925: 537, darunter vier Katholiken und ein Jude[8]
- 1933: 512[9]
- 1939: 445[9]

## Religion
Bis 1945 waren die Dorfbewohner mit wenigen Ausnahmen evangelisch. Um 1790 gehörten die Evangelischen zum Kirchspiel Regenthin.

## Persönlichkeiten
- Friedrich Wilhelm Semmler (1860–1931), deutscher Chemiker